# Цин (река)
Цин или Нахал-Цин (ивр. נחל צין‎) — пересыхающая река в Израиле, протекающая в нагорье Центрального Негева и впадающая в Араву в соляной равнине Содом. Длина реки составляет 120 км, а площадь её водосборного бассейна — 1550 км². Река является второй по длине в Израиле после реки Паран.
Река начинается на высоте 750 метров к подножья горы Хемет, чуть севернее кромки кратера Рамон. Гора Хемет лежит на водоразделе бассейнов Мёртвого и Средиземного морей. Река течёт на северо-запад, вдоль северной кромки кратера, до горы Ариха, где русло резко поворачивает на север. После этого река, петляя, течёт в сторону древнего города Авдат. Чуть севернее него река поворачивает на север-восток и течёт в глубоком каньоне, пробитом в меловых скалах. Предполагается, что в древности от Авдата река продолжала течь на север и впадала в реку Бесор, а через неё — в Средиземное море. После формирования Иорданской долины в нижнем течении нынешней реки образовалось новое глубокое русло, которое отвело воду в сторону Мёртвого моря. После этого река течёт на северо-восток через район фосфатных карьеров. В нижнем течении реки в неё сливают техническую воду из фосфатных заводов.
Около трети из 30 известных источников в Негеве находятся в её бассейне.